# Condado de Chiayi

Localização em Taiwan

Condado de Chiayi (chinês: 嘉義縣, pinyin: Jiāyì Xiàn) é um condado no sudoeste de Taiwan em torno da cidade de Chiayi, que é administrativamente indepndende do condado. É a sexta maior subdivisão do país. Em dezembro de 2014 a população do condado foi estimada em 524.783 habitantes.